# Hadrokolos notialis
Hadrokolos notialis là một loài ruồi trong họ Asilidae. Hadrokolos notialis được Martin miêu tả năm 1967. Loài này phân bố ở vùng Tân nhiệt đới.